# Теория стартовых наркотиков
Теория стартовых наркотиков (англ. Gateway drug theory, также stepping-stone theory, escalation hypothesis  и progression hypothesis) — общее название медицинских гипотез о том, что употребление психоактивных веществ может приводить к последующей склонности к употреблению наркотиков. Возможными причинами являются биологические изменения в мозге, вызванные «стартовым наркотиком», и восприятие употребления наркотиков как нормы (общее привыкание к зависимости). Научное исследование возможных причин считается важным для политики здравоохранения и образования, а также для формирования законодательной базы.

## Следствие первого употребления

### Основная концепция
Концепция «стартового наркотика» основывается на предположении о том, что первое употребление другого наркотика не случайно. Методы стратегии сравнения подопытных позволяют точно описать такие закономерности с точки зрения статистической вероятности. В толковании полученных закономерностей важно оценить разницу между причиной и следствием — они могут (но не обязаны) быть статистически связаны.

### Примеры закономерностей
Для выборки из 6624 человек, которые не употребляли незаконных наркотиков до употребления марихуаны, общая вероятность последующего употребления таких наркотиков оценивается в 44,7 %. Анализ подгрупп показывает, что такие личные и социальные факторы, как пол, возраст, семейное положение, психические расстройства, семейная история злоупотребления психоактивными веществами, доступность каналов распространения наркотиков, зависимость от алкоголя, никотина, этническое происхождение, место проживания и уровень образования, значительно влияют на эту вероятность.
Исследование употребления наркотиков на выборке из 14 тысяч старшеклассников в США показало, что употребление алкоголя связано с большей вероятностью употребления табака, марихуаны и других незаконных наркотиков. Подростки, которые курили сигареты в возрасте до 15 лет, в 80 раз более склонны к употреблению незаконных наркотиков.

### Комментарии
1. ↑  
Распространенными психоактивными веществами являются табак, алкоголь, каннабис, а также кофеино-содержащие напитки

### Сноски
1. ↑  Vanyukov, Galina P.; Tarter, Ralph E.; Kirisci (6 января 2012). Common liability to addiction and "gateway hypothesis": Theoretical, empirical and evolutionary perspective. Suppl 1. Vol. 123, no. Suppl 1. pp. S3—17. doi:10.1016/j.drugalcdep.2011.12.018. ISSN 0376-8716. PMC 3600369. PMID 22261179. {{cite news}}: Пропущен |author3= (справка)
2. ↑  Secades-Villa, Chelsea, J.; Garcia-Rodríguez, Olaya; Wang (2 января 2015). Probability and predictors of the cannabis gateway effect: A national study. 2. Vol. 26, no. 2. pp. 135–142. doi:10.1016/j.drugpo.2014.07.011. ISSN 0955-3959. PMC 4291295. PMID 25168081. {{cite news}}: Пропущен |author3= (справка)Википедия:Обслуживание CS1 (множественные имена: authors list) (ссылка)
3. ↑  Kluger, Wallace; Triolo, Piera; Jankovic (3 января 2015). The Therapeutic Potential of Cannabinoids for Movement Disorders. 3. Vol. 30, no. 3. pp. 313–327. doi:10.1002/mds.26142. ISSN 0885-3185. PMC 4357541. PMID 25649017. {{cite news}}: Пропущен |author3= (справка)
4. ↑  Tristan Kirby, Adam E. Barry. Alcohol as a gateway drug: A study of US 12th graders (англ.) // Journal of School Health[англ.] : journal. — 2012. — Vol. 82, no. 8. — P. 371—379. — doi:10.1111/j.1746-1561.2012.00712.x. — PMID 22712674. Архивировано 4 июня 2016 года.